# ملبا هرناندز
ملبا هرناندز رودریگز دل ری (به اسپانیایی: Melba Hernández Rodríguez del Rey) -(۲۸ ژوئیه ۱۹۲۱–۹ مارس ۲۰۱۴) یک دیپلمات و سیاستمدار کوبایی بود. وی سفیر کوبا در ویتنام و کامبوج بود.

## زندگی‌نامه
هرناندز متولد کراکیز در استان ویا کلارا، تنها دختر یک خانواده محافظه‌کار ملاتو بود که در آپارتمان‌های مدرن در خیابان جوولار در منطقه ودادو شهر هاوانا زندگی می‌کرد. او فارغ‌التحصیل رشته حقوق از دانشگاه هاوانا در سال ۱۹۴۳بود و به عنوان یک وکیل گمرکات برای دولت کارلوس پریو کار می‌کرد. او یکی از این دو زن بود (به همراه هایده سانتاماریا) که در سال ۱۹۵۳ در حمله به پادگان‌های مونکادا شرکت کرد اگرچه او یک دهه در دادگاه مونکادا وکیل بود، اما تصمیم گرفت از خود دفاع نکند و توسط خورخه پاگلی کاردرو نمایندگی شد. او به ۷ ماه زندان محکوم شد. بعدها او به عنوان قهرمان مونکادا خوانده شد. در اوایل دهه ۱۹۶۰ او مسئول زندان زنان در کوبا بود.
وی تا سال ۱۹۹۳ معاون مجمع ملی قدرت خلق بود. (او قبلاً از ۱۹۷۶–۱۹۸۶ نماینده شهرداری منطقه ۱۰ اکتبر بوده‌است). هرناندز از سال ۱۹۸۶ عضو کمیته مرکزی حزب کمونیست کوبا بود. او همچنین دبیرکل OSPAAAL (سازمان همبستگی با مردم آسیا، آمریکای لاتین و آفریقا) بود.

## انقلاب کوبا
ملبا هرناندز یکی از اعضای فعال انقلاب کوبا بود. او یکی از شناخته شده‌ترین زنانی بود که در کنار فیدل کاسترو در جنگ انقلاب کوبا علیه فولخنسیو باتیستا جنگید. ملبا، فیدل را در سال ۱۹۵۲ پس از شرکت در اعتراضات جلوی مقبره کارگری که توسط اراذل و اوباش باتیستا کشته شد، ملاقات کرد. علاوه بر این در آنجا با آبل سانتاماریا آشنا شد که بعداً به وی معرفی گردید. ملبا قبل از حمله ۲۶ ژوئیه با یک سازمان زیرزمینی به رهبری فیدل کاسترو فعالیت می‌کرد و به انقلاب پیوست زیرا جذب شورش علیه رئیس‌جمهور فولخنسیو باتیستا شده بود. او بعداً یکی از چهار تن از اعضای فیدل کاسترو شد.

## درگذشت
ملبا هرناندز در ۹ ماه مارس ۲۰۱۴ در اثر عوارض ناشی از بیماری دیابت درگذشت.